# جمعية الصواريخ الأمريكية
جمعية الصواريخ الأمريكية (بالإنجليزية:American Rocket Society) تأسست في 4 أبريل 1930، تحت اسم جمعية الكواكب الأمريكية.